# Пух (индустрија возила)
Пух је аустријска фирма, која производи мотоцикле, аутомобиле и бицикле. Фирму је основао Јанез Пух 1899. године. Седиште је у Грацу.
На месту где се некада налазила фабрика у јужном Грацу, 2003. године отворен је Музеј Јанеза Пуха.

## Галерија
- Један од аутомобила из производње Пух,1906.
- Бицикл марке Пух из Другог светског рата
- Мотоцикл Пух Н 500
- Мотоцикл Пух 150тл
- Јохан Пух